# Senekerim

El Reino de Vaspurakan, 908-1021.

Senekerim (960-1027) fue un rey de Vaspurakan, Armenia entre 1003 y 1021 y señor de Rechtuniq. Fue también rey de Sebastea en 1021. Conocido también como Seneqerim Ioan o Sennecherib Jean

## Relaciones familiares
Fue hijo de Abusahl-Hamazasp Ardzrouni (920 -?), rey de Vaspurakan y de su esposa, cuyo nombre no está registrado históricamente.
Fue padre de:
Ardzruni de Armenia, princesa armenia (c. 1000 -?) casada con Mendo Alão (1000 -?), señor de villa de Braganza, actual ciudad de Braganza, Portugal.